# Kościół św. Tomasza w Lipsku
Kościół św. Tomasza w Lipsku (niem. Thomaskirche) – kościół położony w Lipsku (kraj związkowy Saksonia) przy ul. Thomaskirchhof 18.
Kościół św. Tomasza w Lipsku jest jednym z dwóch głównych kościołów Lipska, znanym jako miejsce działalności Johanna Sebastiana Bacha i chóru chłopięcego św. Tomasza (niem. Thomanerchor) – najstarszego chóru chłopięcego w Niemczech (założonego w 1212).

## Historia
W latach 1212–1222 przebudowano starszy kościół targowy (Marktkirche) na kolegiatę nowego klasztoru św. Tomasza ojców augustianów. Minnesinger Heinrich von Morungen prawdopodobnie podarował klasztorowi relikwie św. Tomasza, które przywiózł ze sobą z Indii. Pozostałości romańskiej budowli odsłonięto przy okazji przeprowadzonych wykopalisk archeologicznych.
2 grudnia 1409 w klasztorze św. Tomasza założono Uniwersytet w Lipsku.
W latach 1482–1496 pod nadzorem architektów C. Rodera i Conrada Pflügera dokonano przebudowy kościoła w stylu późnogotyckim. 10 kwietnia 1496 biskup Merseburga Thilo von Trotha na nowo poświęcił kościół św. Tomasza.
24 czerwca 1519 miała miejsce pierwsza polemika pomiędzy Marcinem Lutrem a konserwatywnym teologiem i obrońcą tradycyjnego katolicyzmu Janem Mayerem von Eckiem.
25 maja 1539, w święto Zesłania Ducha Świętego, kazanie w kościele wygłosił Marcin Luter. Oznaczało to zwycięstwo reformacji w Lipsku i okolicach. W 1570 Hieronymus Lotter zbudował w kościele renesansowe empory.
W przeciągu wieków kościół kilkakrotnie przebudowywano i rozbudowywano. Najważniejszą dobudową była renesansowa wieża. Ostateczny kształt uzyskała ona w 1702. Od tamtego czasu architektura kościoła św. Tomasza nie uległa zmianie.
Widoczną ingerencją w architekturę kościoła była jednak renowacja, przeprowadzona w latach 1884–1889. Oznaczała ona usunięcie całego barokowego wyposażenia, szczególnie z czasów gdy w kościele działał Johann Sebastian Bach (1723-1750). Wnętrzu nadano wówczas wystrój neogotycki. Z tamtego czasu pochodzi też bogata w detale fasada zachodnia i wbudowany w nią tzw. portal Mendelssohna.
W 1908 przed wejściem do kościoła ustawiono pomnik Johanna Sebastiana Bacha dłuta Carla Seffnera. Na wapiennym postumencie wyryto napis: "JOHANN SEBASTIAN BACH 1723-1750". Inny pomnik Bacha, starszy, zbudowany w 1843 przy wsparciu Felixa Mendelssohna, znajduje się na skwerze nieopodal kościoła.
Podczas ataków lotniczych 4 grudnia 1943 została uszkodzona wieża kościelna. W 1950 z okazji 200. rocznicy śmierci Johana Sebastiana Bacha przeniesiono jego szczątki ze zniszczonego kościoła św. Jana do kościoła św. Tomasza.

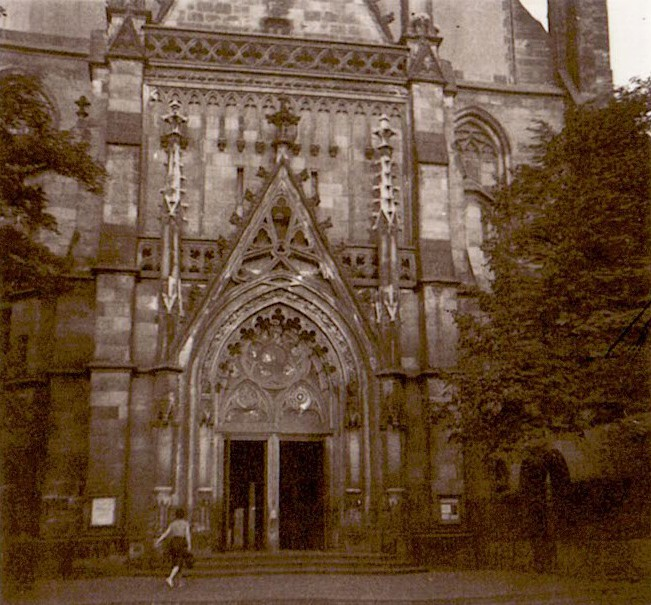
Zdjęcie frontu kościoła wykonane w 1957 roku.

W 1990 po zjednoczeniu Niemiec przeprowadzono w kościele zakrojone na szeroką skalę prace restauracyjne. Zakończyły się one w dużej mierze 28 lipca 2000 – w 250. rocznicę śmierci Johanna Sebastiana Bacha. Kościół otrzymał wówczas nowe organy, tzw. organy bachowskie.

### Chór św. Tomasza
W 1212 z inicjatywy margrabiego Miśni Dytryka I założono szkołę i chór chłopięcy św. Tomasza (Thomanerchor ), najstarszy chór chłopięcy w Niemczech. Na przestrzeni dziejów renomowany urząd kantora chóru piastowali coraz bardziej znaczący kompozytorzy i muzycy, w tym Johann Sebastian Bach (1723–1750).

## Architektura

### Wygląd zewnętrzny
Kościół św. Tomasza to późnogotycka świątynia halowa o długości 76 m, szerokości 25 m i wysokości 18 m.
Dach kościoła jest niezwykle stromy – kąt pochylenia wynosi 63°, i największy w Saksonii (powierzchnia 2520 m²). Wysokość kalenicy wynosi 45 m. Wnętrze dachu składa się z siedmiu poziomów. Wieża kościelna ma wysokość 68 m.

### Wystrój wnętrza

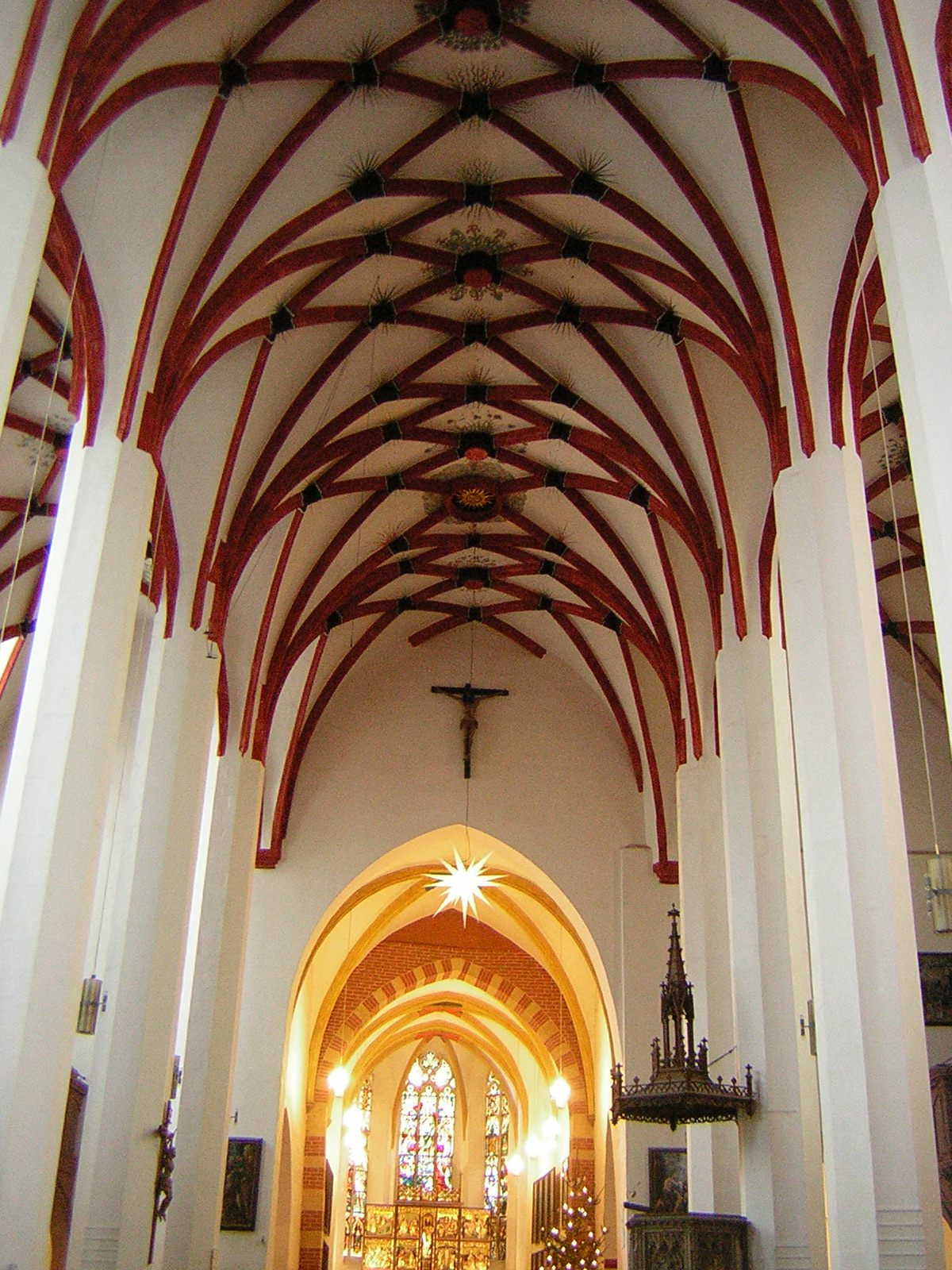
Wnętrze kościoła

Sklepienie naw jest krzyżowo-żebrowe.

#### Ołtarz główny
Gotycki ołtarz główny znajdował się pierwotnie w uniwersyteckim kościele św. Pawła, który wyburzono w 1968. Uratowany wówczas ołtarz wstawiono w 1993 do kościoła św. Tomasza.

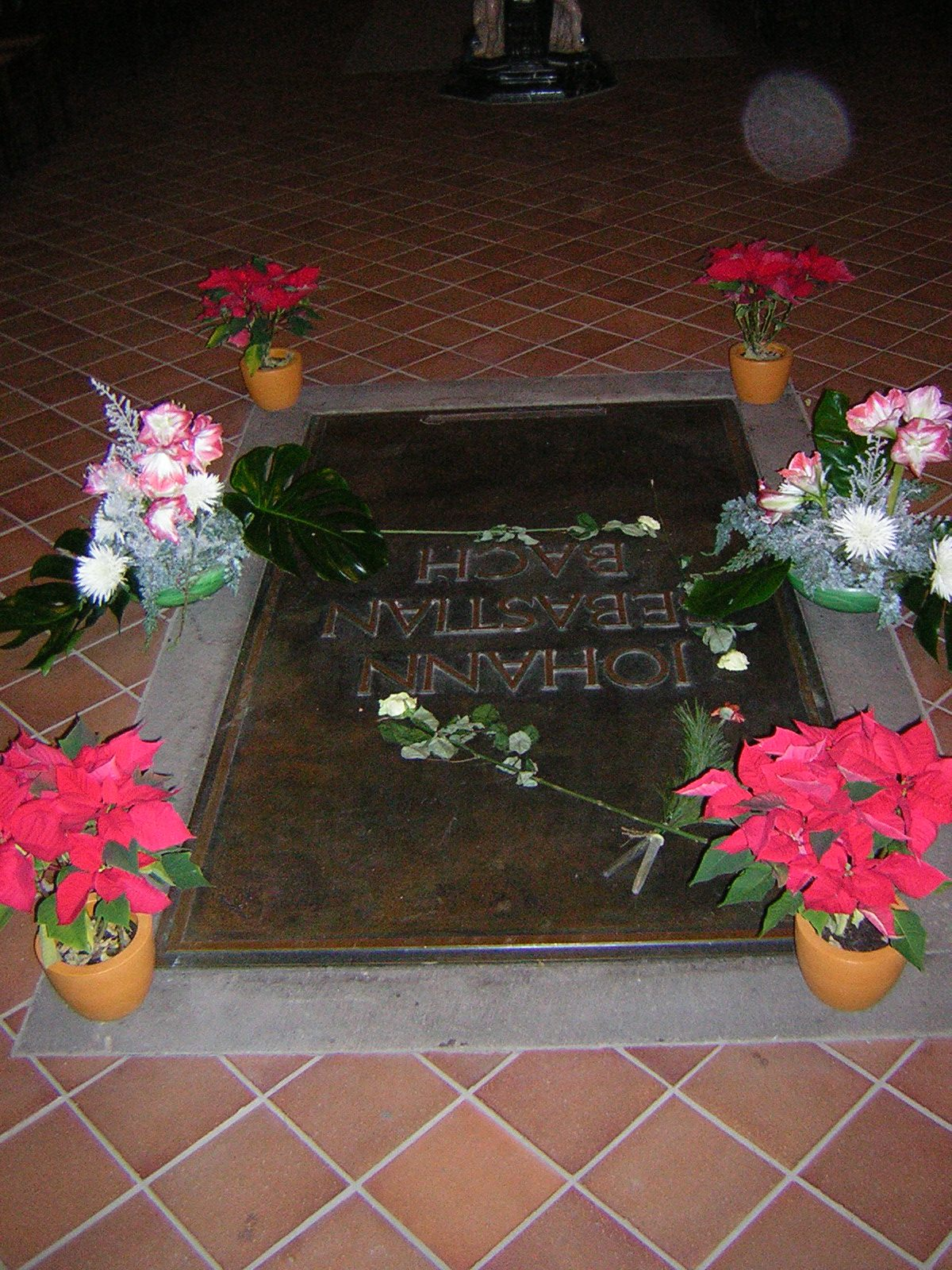
Nagrobek Bacha

#### Epitafia i nagrobki
Wśród elementów wystroju wnętrza wyróżniają się: późnogotycki nagrobek Hermanna von Harras z Lichtenwalde (prawdopodobnie z lat 1480–1490), epitafium D. Leichera (1612) i marmurowa chrzcielnica (1614–1615) a także wiele brązowych płyt nagrobnych z najstarszą N. Selneckera (1592).

#### Organy
Pierwsze organy w kościele są poświadczone już w XIV w. W 1489 wzmiankowane są w dokumentach "małe organy". W 1511 zbudowano na zachodniej emporze wielkie organy, które w 1601 zastąpił trzymanuałowy instrument zbudowany przez Johanna Lange z Kamenz. W 1773 pojawiły się w kościele kolejne organy (12 maja 1789 grał na nich Wolfgang Amadeus Mozart). Instrument ten zastąpiły w 1889 organy Sauera. W 1639 zbudowano organy na nowej emporze (tzw. jaskółcze gniazdo) ponad łukiem tęczowym. W 1740 zlikwidowano je. W 1967 zakład organmistrzowski Karl Schuke Berliner Orgelbauwerkstatt zbudował nowe organy na emporze północnej, zastąpione w 2000 przez organy Woehla.

##### Organy Sauera

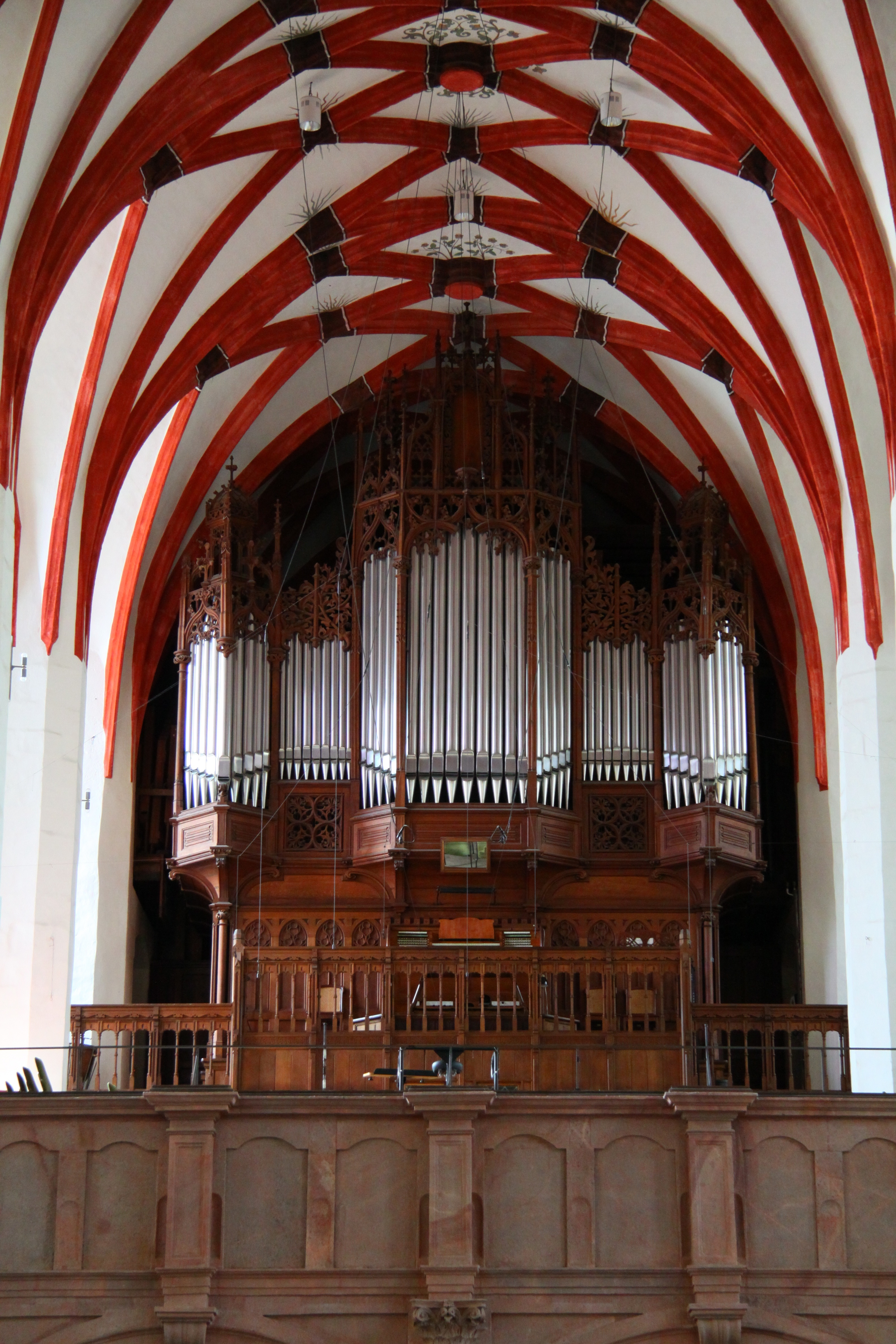
Organy Sauera na emporze zachodniej

Kościół św. Tomasza ma obecnie dwa duże organy: starsze z nich, romantyczny instrument zbudowany w latach 1885–1889 przez Wilhelma Sauera miał pierwotnie ponad 63 głosy (ich liczba wzrosła w 1908 do 88), podzielonych na trzy manuały i pedał. Organy te nadają się idealnie do wykonywania muzyki Maxa Regera. Odrestaurowano je w 2005 przywracając im pierwotne brzmienie z 1908.
Organy Sauera mają 88 głosów podzielonych na 3 manuały i pedał i następującą dyspozycję (od 1908):
| Manual I C-a3 | Manual II C-a3 | Manual III (Schwellwerk) C-a3 | Pedal C-f1 |
| Principal 16' Bordun 16' Principal 8' Geigenprincipal 8' Doppelflöte 8' Flûte harmonique 8' Flauto dolce 8' Gemshorn 8' Gedackt 8' Quintatön 8' Viola di Gamba 8' Dulciana 8' Quinte 51/3′ Octave 4' Rohrflöte 4' Gemshorn 4' Violini 4' Octave 2' Rausquinte II Mixtur III Cornett II–IV Scharf V Groß-Cymbel IV Trompete 16' Trompete 8' | Salicional 16' Gedackt 16' Principal 8' Flûte harmonique 8' Konzertflöte 8' Rohrflöte 8' Gedackt 8' Schalmei 8' Salicional8' Harmonica 8' Dolce 8' Octave 4' Flaute dolce 4' Salicional 4' Quinte 22/3′ Piccolo 2' Cornett III Mixtur IV Cymbel III Tuba 8' Clarnette 8' | Lieblich Gedackt 16' Gamba 16' Principal 8' Spitzflöte 8' Flûte d’amour 8' Gemshorn 8' Gedackt 8' Quintatön 8' Viola 8' Aeoline 8' Voix céleste 8' Praestant 4' Traversflöte 4' Fugara 4' Quinte 22/3′ Flautino 2' Harmonia aetheria III Trompette harmonique 8' Oboe 8' | Majorbass 32' Untersatz 32' Principal 16' Contrabass 16' Subbass 16' Lieblich Gedackt 16' Gemshorn 16' Violon 16' Salicetbass 16' Quintbass 102/3′ Principal 8' Offenbass 8' Bassflöte 8' Gemshorn 8' Cello 8' Dulciana 8' Octave 4' Flauto dolce 4' Contraposaune 32' Posaune 16' Fagott 16' Trompete 8' Clarine 4' |

- Połączenia: II/I, III/I, III/II, I/P, II/P, III/P.
- Wspomaganie gry: mezzoforte, forte, tutti, rohrwerke, pedał: piano, mezzoforte, forte i tutti z wyłącznikiem, wyłącznik registru ręcznego, trzy dowolnie ustawiane kombinacje, pedał crescendo z wyłącznikiem
- Traktura gry i traktura rejestrowa: pneumatyczno-rurkowa
- Dźwięk wzorcowy: a1= 440 Hz, równomiernie temperowany

##### Organy Woehla

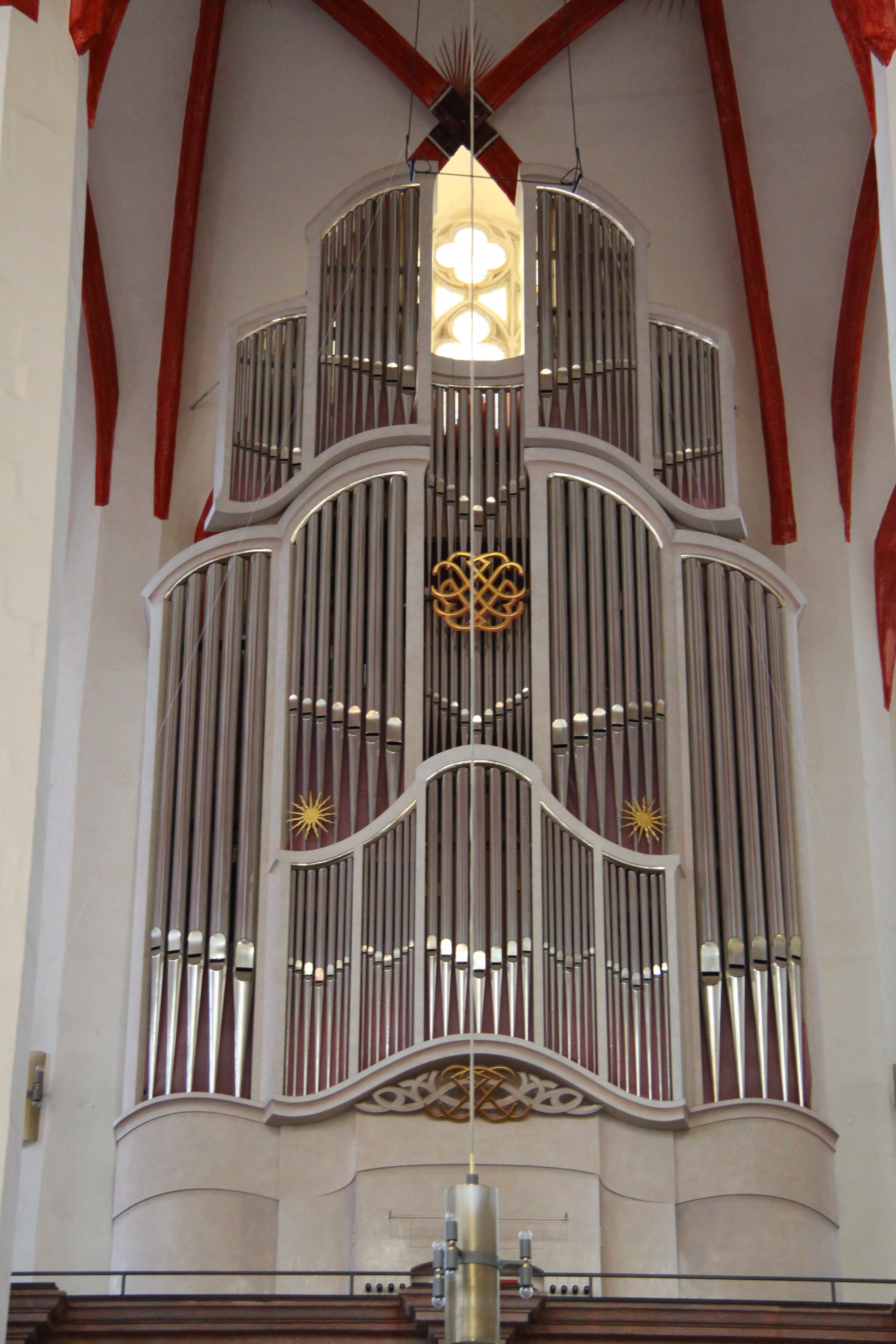
Organy Woehla na emporze północnej

Ponieważ organy Sauera do wykonywania utworów Johanna Sebastiana Bacha nadawały się tylko w ograniczonym zakresie, w roku Bachowskim 2000 organmistrz Gerald Woehl zbudował nowe organy, zamontowane na północnej emporze, naprzeciwko tzw. okna Bachowskiego. Ich dźwięk bardziej naturalnie oddaje brzmienie muzyki organowej z czasów baroku. Organy te mają 61 głosów (ok. 5000 piszczałek) podzielonych na cztery manuały i pedał i nawiązują do tradycji XVIII-wiecznej środkowoniemieckiej sztuki budowania organów. Kształt szafy organowej jest inspirowany obudową organów z kościoła św. Pawła, na których grywał swego czasu Johann Sebastian Bach. Organy Woehla mają możliwość przełączania wysokości stroju. Od 2006 w kościele znajduje się również pozytyw skrzyniowy, przeznaczony do realizacji basso continuo, także zbudowany w warsztacie Geralda Woehla.
Organy Woehla mają następującą dyspozycję (od 2000):
| I Brustwerk C-f3                                                                              | II Hauptwerk C-f3 | III Oberwerk C-f3 | IV Echo C-f3 | Pedal C-f1 |
| Grob Gedackt 8' Klein Gedackt 4' Principal 2' Super Gemßhörnlein 2' Quint-Sexta II Sieflit 1' | Bordun 16' Principal 8' Violdagamba 8' Rohrflöth 8' Quinta 6' Octav 4' Nassatquint 3' Superoctav 2' Queerflöth 2' Sesquialtera III Mixtur VI Cimbel III Fagott 16' Trombetta 8' | Quintaden 16' Prinzipal 8' Gedackt 8' Gemßhorn 8' Flauta doux 8' Octav 4' Hohlflöth 4' Hohlquint 3' Superoctav 2' Plickflöth 2' Sesquialtera III Scharff IV Vox Humana 8' Hautbois 8' Tremulant | Barem 16' Still Gedackt 8' Quintaden 8' Principal 8' Nachthorn 4' Spitzflöth 4' Spitzquint 4' Octav 2' Schweitzerflöth 2' Rauschquint 11/2′ Superoctävlein 1' Cimbel III Regal 8' | Großer Untersatz 32' Prinzipal 16' Violon 16' Sub Bass 16' Octav 8' Gedackt 8' Quintaden 8' Superoctav 4' Bauerflöth 8' Mixtur VI Posaun Bass 32' Posaun Bass 16' Trombet 8' Cornet 2' Glockenspiel 2' |

- Połączenia: III/II, IV/II, II/P, III/P.
- tremolo dla wszystkich klawiatur
- Glockenspiel
- Dwa cymbelsterny
- Vogell Geschrey (ptasi śpiew)

Wiatrownica:
- - Cztery miechy klinowe
- Dźwięk wzorcowy:
  - a1=465 Hz (ton zwykły) oder 1= 415 Hz (ton barokowy)
  - nierównomiernie temperowany (według Johanna Georga Neidhardta)
- Kammerkoppel dla wszystkich klawiatur

Zakres tonu barokowego: manuały C–f3, pedał C–f1
Zakres tonu zwykłego: manuały CD–f3, pedał CD–f1

#### Dzwony
Na wieży kościelnej wiszą 4 dzwony:
1. Największy z nich, Gloriosa, dzwoni tylko z okazji głównych świąt. Został on odlany w 1477 w ludwisarni Theodericusa Reinharda. Wazy 5200 kg, ma 204 cm średnicy i wysokość tonu a0.
2. Drugi z dzwonów został odlany w 1574 w ludwisarni Wolfa Hilligera i ma wysokość tonu c1.
3. Trzeci pod względem wielkości dzwon, Mönchs- oder Beichtglocke, został odlany w 1634 przez Jakoba Königa i ma wysokość tonu d1; służy również do wybijania godzin.
4. Czwarty dzwon bije na modlitwy. Został odlany w 1585 przez Christophorusa Grosa i ma wysokość tonu d2.

Dźwięk dzwonów jest przytłumiony z powodu krótkich, stalowych jarzem, na których są zawieszone. W latarni wieży wisi oddzielny dzwon służący do wybijania kwadransów. Został on odlany w ludwisarni Glockengießerei Schilling w Apoldzie według wzoru swego poprzednika z 1539.

## Muzyka w kościele

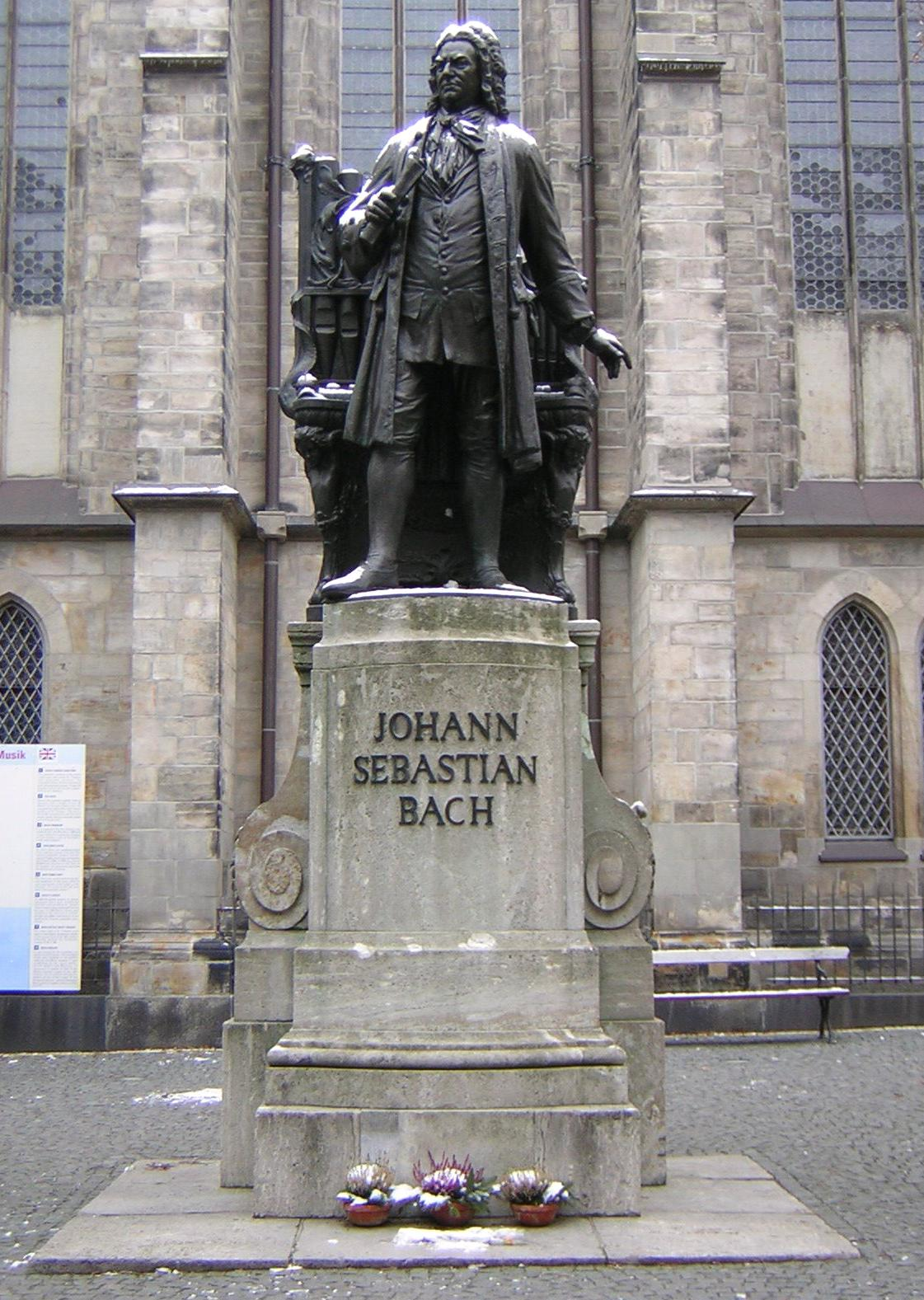
Pomnik Bacha przed kościołem

W kościele dają regularne koncerty chór św. Tomasza i Orkiestra Gewandhaus: w piątki o 18.00, w soboty o 15.00 i w niedziele o 9.30 podczas nabożeństw. Przy specjalnych okazjach i podczas świąt wykonywane są przeważnie dzieła Johanna Sebastiana Bacha i Felixa Mendelssohna.
W kościele miało miejsce wiele prawykonań dzieł Johanna Sebastiana Bacha. Mendelssohnowi zawdzięcza muzyka Bacha swój wielki powrót na sceny koncertowe, ponieważ po śmierci twórcy pozostawała ona praktycznie nieznana szerszej publiczności. Wielkim sukcesem stało się wykonanie w 1829 pod kierunkiem Mendelssohna Pasji według św. Mateusza Bacha; było to pierwsze wykonanie tego utworu od śmierci kompozytora. Wspomniany koncert zapoczątkował trwające do dzisiaj zainteresowanie muzyką Bacha oraz przyczynił się do powiększenia sławy samego Mendelssohna, którego druga symfonia, Lobgesang miała swoje prawykonanie również w kościele św. Tomasza.

## Stowarzyszenie Thomaskirche-Bach 2000 e.V.
Stowarzyszenie Thomaskirche-Bach 2000 e.V. zostało powołane do życia w 1997 z inicjatywy Johannesa Richtera. Od tamtego czasu wsparło ono parafię św. Tomasza kwotą 5,5 miliona euro. Stowarzyszenie liczy ponad 300 członków na całym świecie.
Celem stowarzyszenia jest:
1. utrzymanie kościoła św. Tomasza, co kosztuje ok. 180 000 euro rocznie;
2. utrzymanie zabytkowego budynku (Thomashaus) zbudowanego w 1904 na miejscu dawnej szkoły św. Tomasza. Na jego remont i restaurację potrzeba ok. 80000 euro;
3. pielęgnowanie muzyki kościelnej, w tym spuścizny Johanna Sebastiana Bacha.

W celu dodatkowego pozyskania środków na w/w cele powołano do życia komercyjne przedsięwzięcie pod nazwą Thomaskirche-Bach 2000 Marketing GmbH prowadzące sklep Thomasshop przy kościele. Sprzedawane w nim są m.in. książki, płyty CD i DVD z muzyką kościelną, pamiątki, tekstylia dziecięce i różne akcesoria związane z kościołem. Sumy uzyskane ze sprzedaży są przeznaczane na potrzeby kościoła.